# Cobra Verde (film)
Cobra Verde is een West-Duitse dramafilm uit 1987 onder regie van Werner Herzog. De film is gebaseerd op de roman De onderkoning van Ouidah (1980) van de Britse auteur Bruce Chatwin.

## Verhaal
De Braziliaanse bandiet Francisco Manoel da Silva is een toezichthouder op een suikerrietplantage. Hij wordt echter overgeplaatst naar de kust van West-Afrika. Daar moet hij slaven exporteren naar de Nieuwe Wereld.

## Rolverdeling
| Acteur           | Personage                 |
| ---------------- | ------------------------- |
| Klaus Kinski     | Francisco Manoel da Silva |
| José Lewgoy      | Don Octavio Coutinho      |
| King Ampaw       | Taparica                  |
| Salvatore Basile | Kapitein Fraternidade     |